# Rathaus (Wassertrüdingen)

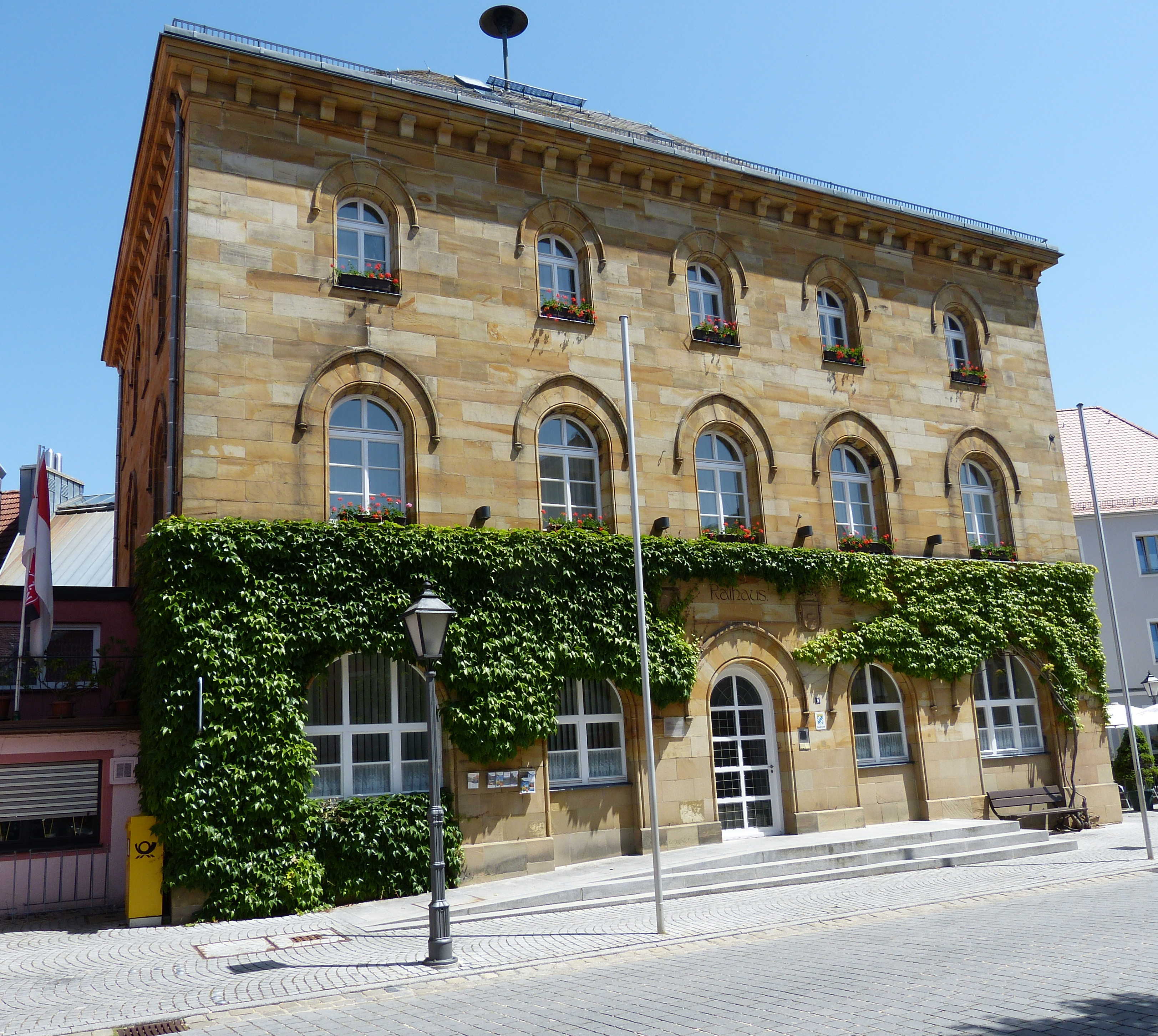
Rathaus in Wassertrüdingen

Das Rathaus in Wassertrüdingen, einer Stadt im mittelfränkischen Landkreis Ansbach in Bayern, wurde 1850 errichtet. Das Rathaus an der Marktstraße 9 ist ein geschütztes Baudenkmal.
Der hoch aufragende dreigeschossige Walmdachbau aus Sandsteinquadern wurde im Rundbogenstil errichtet.